# 멜레아그로스

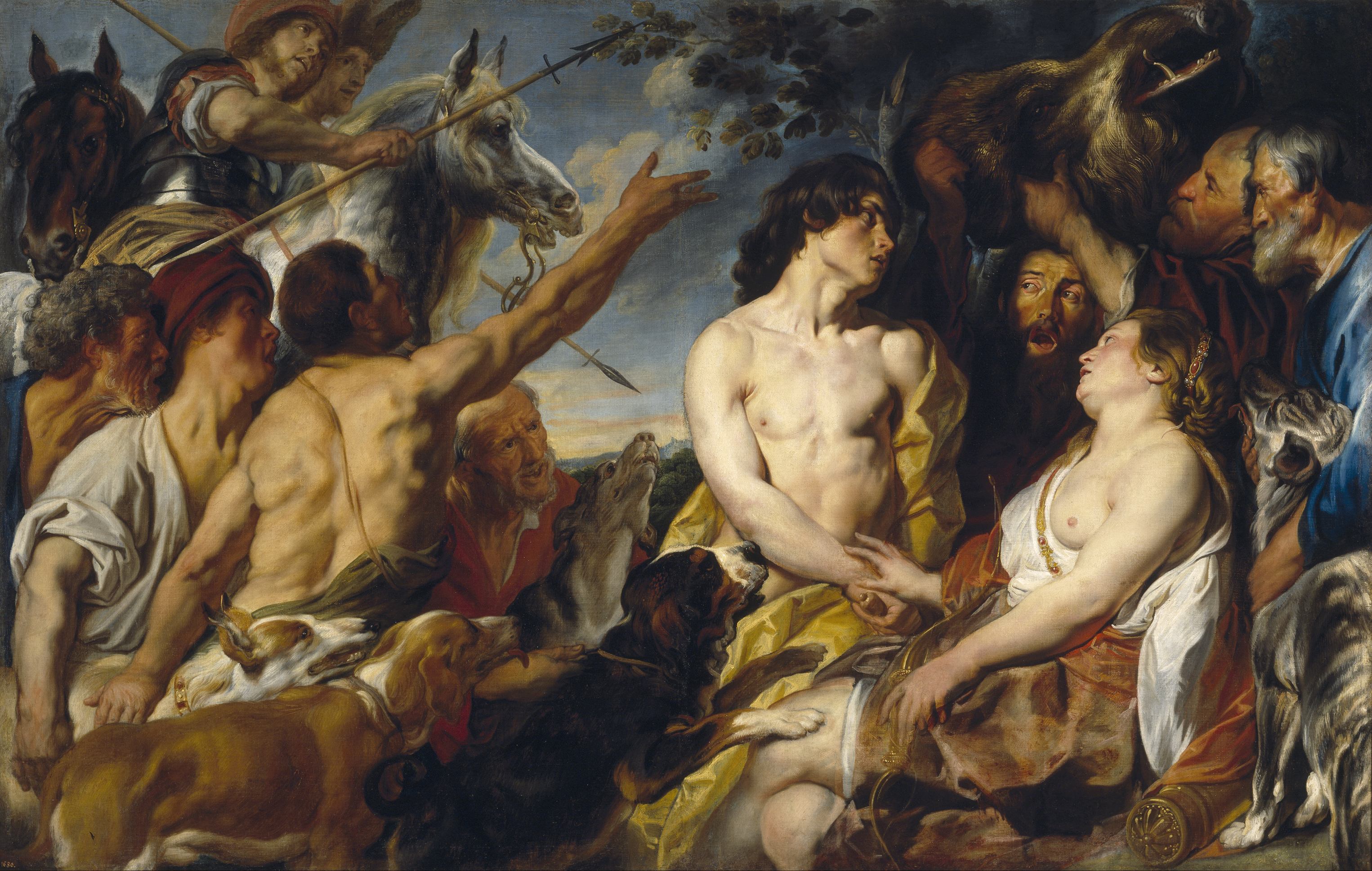
멜레아그로스와 아탈란테 17세기.

멜레아그로스(그리스어: Μελέαγρος)는 그리스 신화에서 칼리돈의 왕 오이네우스와 알타이아 사이에서 태어난 아들이다.

## 전설
멜레아그로스가 태어났을 때, 그집에 난로에서 타고 있는 장작개비를 보고 운명의 여신들이 "이 아이의 운명은 바로 저 장작과 같은 것이다"라고 에언했다. 어머니 알타이아는 그 장작개비를 꺼내어 불을 끄고 집안 구석 은밀한 곳에 감추었다. 멜레아그로스는 그 덕에 장성할 수 있었다.
아버지인 왕 오이네우스가 아르테미스 여신을 홀대하여 여신은 복수로 칼리돈의 멧돼지를 보내어 칼리돈을 쑥대밭으로 만들었다. 멜레아그로스는 그리스 전역에서 수많은 영웅들을 불러모아 멧돼지 사냥에 나섰다. 이때 멜레아그로스는 여자 사냥꾼 아탈란테를 보고 첫눈에 반하고 말았다. 아탈란테가 쏜 화살이 멧돼지의 귀를 처음으로 명중시키자 다른 남자 참가자들이 부끄러워 열심히 멧돼지에게 달려들었으나 실패로 끝나고 말았다. 멜레아그로스는 창을 두개 던져 결국 멧돼지를 쓰러뜨렸다. 멜레아그로스는 멧돼지 사냥의 영광을 자신이 사랑하는 아탈란테와 나누고자 그녀에게 멧돼지의 가죽과 머리를 상으로 주었다. 그러나 여자가 상을 가져가는 것에 대하여 멜레아그로스의 외삼촌들이 반대하고 나섰다. 이에 화가 머리 끝까지난 멜레아그로스는 그만 격분하여 이 두 사람을 외삼촌임에도 불구하고 단 칼에 죽여버렸다.
이 때, 멜레아그로스의 어머니인 알타이아는 두 오빠들이 죽었다는 소식을 듣고 복수를 다짐했다. 둘의 복수와 아들의 목숨 사이에서 갈등하던 알타이아는 결국 아들을 죽이기로 결심하고 집안 구석에 숨겨왔던 운명의 장작개비를 꺼내 불에 태웠다. 운명의 장작이 타들어가자 멜레아그로스의 몸도 불에 타버리고 말았다. 알타이아는 아들을 죽인 죄책감에 자살했고 멜레아그로스의 누이들은 산비둘기가 되었다.
한편 일설에는 멜레아그로스가 이아손의 아르고 호 원정대의 일원이었다는 설도 있다.

## 같이 보기
- 호메로스, 《일리아스》 IX, 529-99행.
- 오비디우스, 《변신이야기》 제8권, 269-525행.